# Европейский дракон
Драконы в фольклоре народов Европы играют важную роль, упоминания ранних их прообразов восходят к античным источникам и Библии (Колхидский дракон) и далее, вплоть до историй позднего средневековья о борьбе христианских святых с конкретными драконами, такими как Вавельский дракон.
Римский поэт Вергилий в своей поэме Culex (строки 163-201), описывая пастуха, сражающегося с неким змееподобным существом, называет его «змеем», а также «драконом», показывая, что в его время эти два слова, вероятно, могли означать одно и то же.
Под влиянием христианизации образ дракона в западной культуре постепенно принял однозначно отрицательный характер и стал ассоциироваться с дьяволом и грехом, что отличает этот тип дракона от его восточных аналогов (китайского или японского, к примеру). В русской православной культуре дракон является воплощением зла, «нечистой силы». Характерен персонаж Змей Горыныч, с которым сражаются богатыри, исполняющие в этом случае роль драконоборцев.
В сказках кровь, кости или шкура дракона часто обладают волшебными свойствами. Типичный дракон в западно-христианском фольклоре защищает пещеру или замок, которые наполнены золотом и сокровищами. Архетип злого и кровожадного дракона часто ассоциируется с великим героем, который пытается его убить, в редких источниках дракон может быть настроен доброжелательно, он может даже разговаривать и давать некие мудрые советы героям.
Архетип западного дракона и поныне остаётся одними из самых узнаваемых среди прочих мифических существ, во многом благодаря популярности современных произведений фэнтези, в частности творчества Дж. Р. Р. Толкина, в произведениях которого используется образ драконоподобных существ из германо-скандинавской мифологии.

## Характерные черты

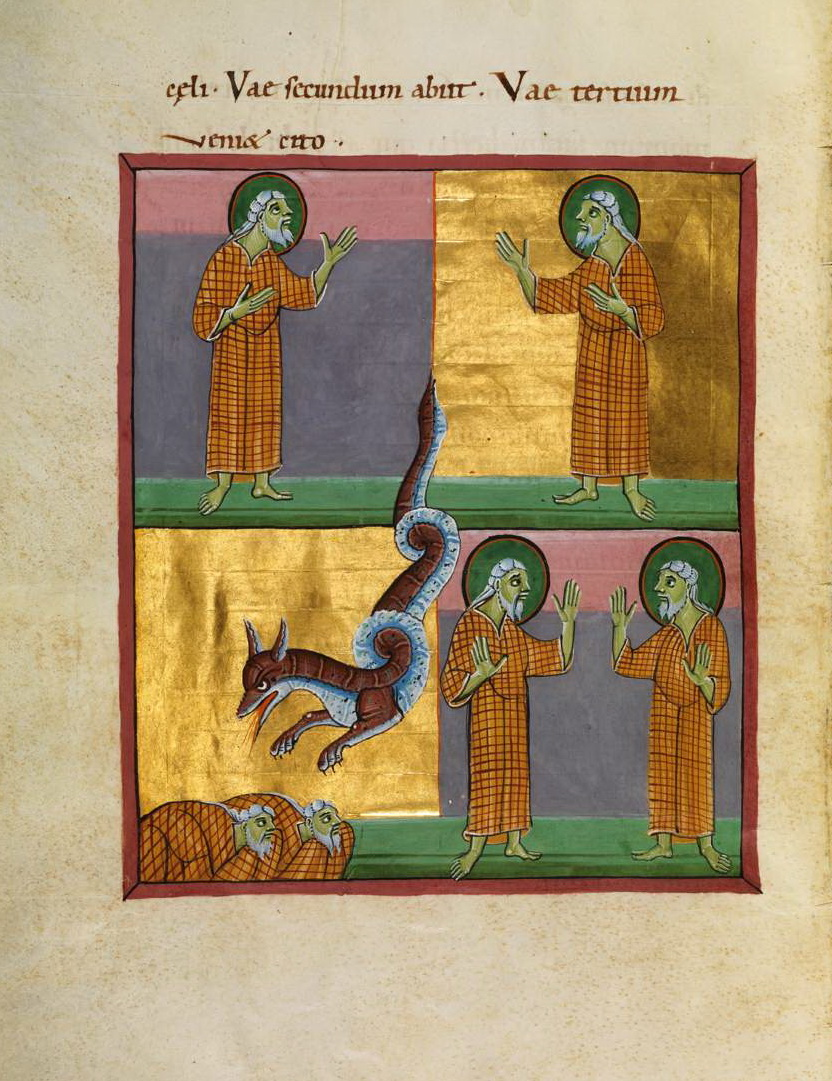
Зверь из Откровения Иоанна Богослова в виде дракона. Миниатюра Бамбергского Апокалипсиса XI века

В эпоху раннего средневековья и после европейский дракон обычно изображался как крупное, огнедышащее, часто рогатое, покрытое чешуёй и похожее на ящерицу существо; также обладает кожистыми крыльями, похожими на крылья летучей мыши, четырьмя лапами и длинным мускулистым хвостом.

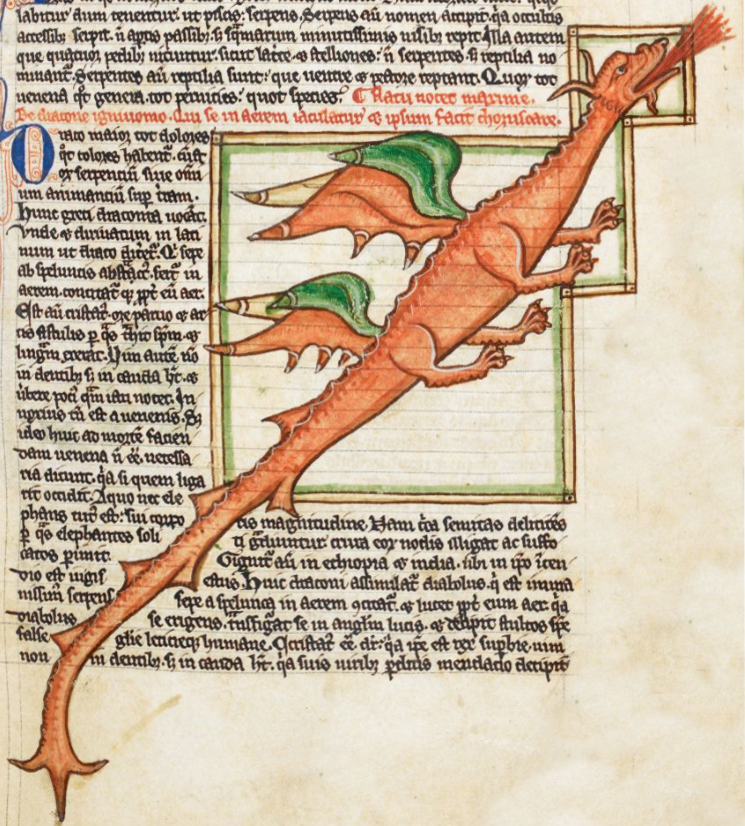
Изображение европейского дракона в рукописи бестиария XIII века (MS Harley 3244)

Одно из самых ранних упоминаний о драконе с подобным описанием содержится в англо-саксонской поэме «Беовульф», где он упоминается как «драка», а также как «змей» (или даже «червь»). Его движения обозначаются англосаксонским глаголом bugan («сгибаться»), а его укус, равно как и дыхание — ядовиты; более детальное описание указывает на змееподобную форму тела и аналогичный способ передвижения, в то время как наличие конечностей или крыльев не упоминается; однако этот дракон всё же имеет несколько особенностей, которые позже стали популярными: он выдыхал пламя, жил под землёй и собирал сокровища.
Резные изображения на камнях, (Sigurd stones, Sö 101, the Ramsund carving), обнаруженных в Швеции, и датированные временами эпохи викингов (около 1030 года) рассказывают о событиях, связанных с древнескандинавской Сагой о Вёльсунгах и её главном герое Сигурде. На одном изображении дракон Фафнир показан в виде крупной и очень длинной бескрылой змеи, весьма причудливой и окружающей весь рисунок.
Самое старое узнаваемое изображение западного дракона в современном стиле обнаружено в бестиарии MS Harley 3244, выпущенном примерно в 1260 году. У этого нарисованного вручную дракона две пары крыльев, но в остальном он ясно демонстрирует многие из характерных черт, присущих европейским драконам в современном представлении.
Современный образ европейского дракона сформировался в Западной Европе в средние века благодаря сочетанию характерных черт из описаний более ранних существ: змееподобных драконов античной мифологии; некоторых ближневосточных драконов из в Библии; а также ряда признаков из собственно западноевропейских народных традиций, почерпнутых в том числе из описаний и рисунков животных, например рептилий, но с неправильно нарисованными частями тела (крыльями и/или конечностями). Период между XI и XIII веками представляет собой пик интереса европейцев к драконам как к потенциально реальным живым существам. В некоторых средневековых бестиариях драконы рассматриваются наряду с реально существующими животными, а на старинных картах неизведанные земли помечаются надписью Hic sunt dracones («тут обитают драконы»).

## Древние Греция и Рим

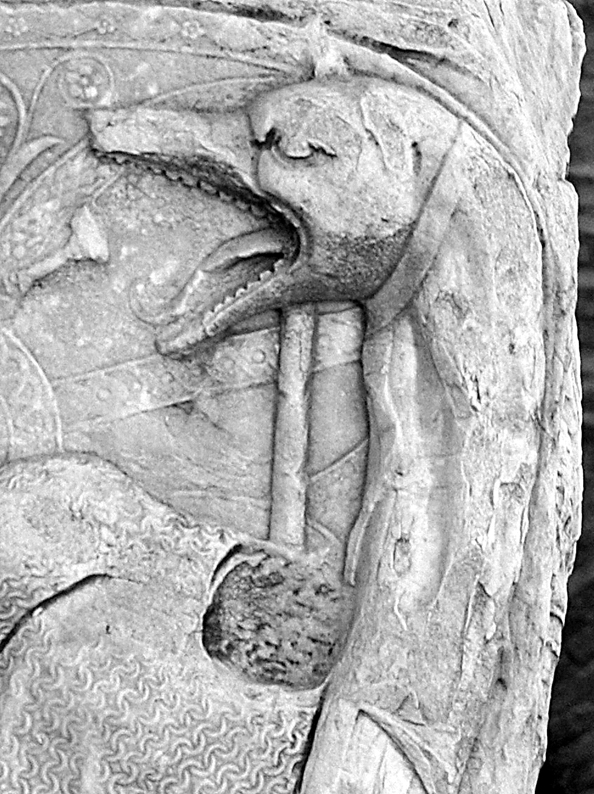
Барельеф с изображением головы дакийского дракона на колонне Траяна

Образ древнеримских драконов происходит от описаний змееподобных греческих драконов, который также вобрал в себя черты драконов Ближнего Востока с учётом влияния греческой/восточно-эллинистической культуры. Вавилонский сирруш был классическим изображением ближневосточного дракона. В Откровении Иоанна Богослова — греческого, а не римского источника — описывается сатана как «великий дракон, пылающе-красного цвета, с семью головами и десятью рогами». Большая часть Откровения Св. Иоанна — это поздний иврит и греческий язык, а дракон, упомянутый в нём, скорее всего, символизировал именно драконов Ближнего Востока. В Римской империи у каждой военной когорты был свой опознавательный знак (военный штандарт); после парфянской и дакийской войн императора Траяна на востоке, военный штандарт с изображением дакийского дракона вошёл в Легион вместе с Сарматской и Дакийской когортами. Это был штандарт змеевидной формы с драконообразной головой, прикреплённый к концу копья, с большими зияющими челюстями из серебра, остальная часть тела — из цветного шёлка. Когда челюсти были обращены против ветра, шёлковое тело надувалось и колыхалось, напоминая ветроуказатель.
Несколько эпизодов, намекающих на существ, олицетворяющих зло и похожих своими чертами на драконов, фигурируют в Ветхом Завете. Названия существ переведены на латинский язык как draco в Вульгате. Упоминания содержатся в таких текстах как Второзаконие (32:33), Книга Иова (30:29), Псалтирь (73:13, 90:13 и 43:20), Книга Исаии (13:21, 27:1, 34:13 и 43:20), Книга Иеремии (9:11) и Книга Малахии (1:3).

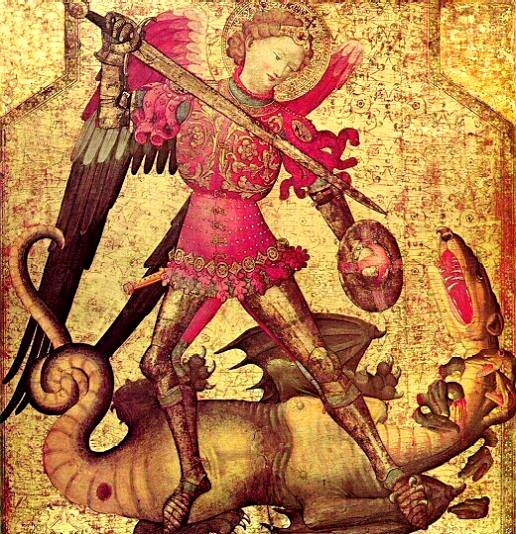
Св. Михаил, побеждающий дракона. Анонимный художник из Валенсии, 1405 г.

Драконоподобные существа в греческой мифологии часто охраняют сокровища. Например, Ладон, стоглавый змей-дракон, охранял дерево Гесперид, пока не был повержен Гераклом. Пифон, порождение богини Геи, охранял Дельфийского оракула, пока не был убит Аполлоном убил из мести за мать. Лернейская гидра, многоголовый змеевидный болотный монстр, побеждённый Гераклом, также в некотором роде может считаться драконом.

## Средневековье
В период раннего средневековья европейская культура на протяжении веков в по большому счёту не была знакома с классической античной литературой. В течение этого времени в устных и письменных источниках, в том числе и высшей средневековой литературе, происходило постепенное изменение обычного «мысленного образа» дракона, то есть латинского draco и его эквивалентов в народных языках. Это привело к появлению в мифологии европейских народов раннего средневековья драконов современного типа.

### В легендах

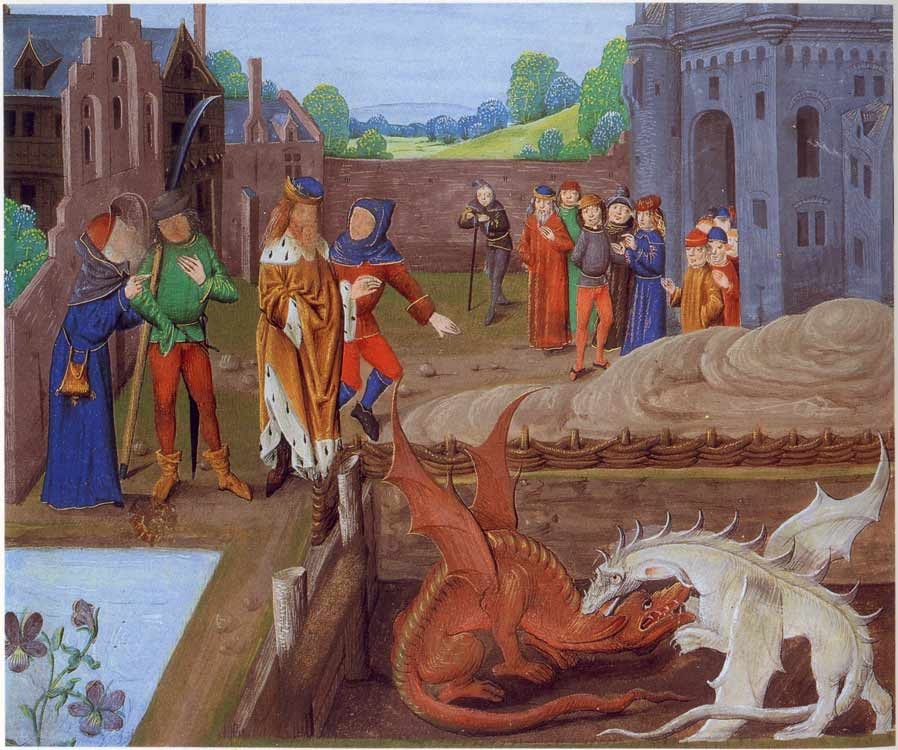
Битва драконов. Миниатюра рукописи «Истории королей Британии» Гальфрида Монмутского (XV в.)

Валлийский священник XII века Гальфрид Монмутский в своём знаменитом труде «История королей Британии» описывает легенду, в которой Мерлин ещё ребёнком становится свидетелем того, как романо-кельтский военачальник Вортигерн распоряжается возвести башню на горе Сноудон, чтобы защититься от англосаксов, но башня после постройки начинает погружаться в землю. Мерлин сообщает Вортигерну, что под построенным  фундаментом находится бассейн подземных вод, в котором спят два дракона. Вортигерн приказывает осушить бассейн, пробуждая красного и белого драконов, которые немедленно начинают сражаться. Мерлин пророчит, что белый дракон победит красного, что символизирует завоевание Англией Уэльса, но потом заявляет, что красный дракон в конце концов вернётся и одолеет белого. Эта легенда оставалась популярной на протяжении всего XV века.
В «Золотой легенде» Иакова Ворагинского XIII века описывается история святой Маргариты Антиохийской, девы-мученицы в период гонений императора Диоклетиана на христиан. После пыток за свою веру она была брошена обратно в темницу, и там столкнулась с дьяволом в образе чудовищного дракона. Маргарита перекрестилась и дракон исчез. В другой версии легенды дракон проглатывает её целиком, но святая, сделав крестное знамение в желудке дракона, или использовав нательный крест, что раздражал внутренности чудовища, выходит невредимой.
Одна средневековая французская легенда связывает драконов с горгульями, старинными скульптурами химерических существ, что часто служили водостоками. В древние времена страшный дракон, известный как Ла Гаргуль, вызывал наводнения и топил корабли на реке Сене, а жители Руана приносили дракону человеческую жертву каждый год, чтобы попытаться утолить его голод. Затем, примерно в 600 году нашей эры, священник по имени Романус (Romanus of Rouen) пообещал, что, если люди построят церковь, он избавит их от дракона. Затем он убил дракона, и его отрубленная голова была установлена на стенах города как первая горгулья.